# Juraj Pavúk
Juraj Pavúk (Kozsány, 1935. március 8. –) szlovák régész.

## Élete
1954-1959 között végzett a pozsonyi Comenius Egyetem régészet szakán. 1965-től kandidátusi, 1966-ban kisdoktori, 1996-ban tudományok doktora fokozatot szerzett. 1999-ben habilitált. 1959-től a nyitrai Régészeti Intézet munkatársa. Oktatott többek között a Comenius Egyetemen is.
Elsősorban Közép- és Délkelet-Európa neolitikumával foglalkozik. Számos régészeti feltárást végzett Szlovákia és a Balkán területén. 1965-től többször Németországban, 1969-ben és 1995-ben Görögországban volt tanulmányúton. 1980-1998 között Bulgáriában dolgozott.
A Conseil permanent Union internationale des sciences prehistoriques et protohistoriques, a Német Régészeti Intézet és a Lengyel Tudományos és Művészeti Akadémia tagja.
Felesége Viera Němejcová-Pavúková (1937. március 9.-1997. április 7.) régésznő volt.

## Elismerései
- 2020 Comenius Egyetem Arany Érme

## Művei
- 1981 Umenie a život doby kamennej
- 1988 Neolitické sídlisko v Blatnom. Študijné zvesti AÚ SAV 24, 2-9.
- 1990 Siedlung der Lengyel-Kultur mit Palisadenanlagen in Žlkovce. Jahresschr. Mitteldt. Vorgesch. 73, 137-142.
- 1994 Santovka – eine beduetende Fundstelle der Lengyel-Kultur in der Slowakei. Arch. Korrbl. 24, 167-177.
- 1994 Zur relativen Chronologie der älteren Linearkeramik. Nyíregyházi Jósa András Múzeum Évkönyve 36, 135-149.
- 1994 Štúrovo. Ein Siedlungsplatz der Kultur mit Linearkeramik und der Želiezovce-Gruppe
- 1995 Siedlung und Gräber der Ludanice-Gruppe in Jelšovce (tsz.)
- 2000 Epilengyel/Lengyel IV als kulturhistorische Einheit. Slovenská archeológia 48, 1-26.
- 2004 Stará lineárna keramika a neolitizácia strednej Európy. In: M. Lutovský (Ed.): Otázky neolitu a eneoolitu 2003. Praha, 11-28.
- 2004 Typologische Geschichte der Linearbandkeramik. In: J. Lüning – Chr. Firdrich – A. Zimmermann (Ed.): Die Bandkeramik im 21. Jahrhundert. Internationale Archäologie. Rahden(/Westf., 17-39.
- 2007 Zur Frage der Entstehung und Verbreitung der Lengyel-Kultur. In: J. K. Kozłowski – P. Raczky (Ed.): The Lengyel, Polgár and related cultures in Central Europe. Kraków, 11-28.
- 2007 Poznámky k neskorému neolitu na Východoslovenskej nížine. Slovenská archeológia 55/2, 261-273.
- 2014 Vznik kultúry s lineárnou keramikou vo svetle chronológie neolitických kultúr na Balkáne. In: Neolitizace aneb setkání generací. Praha, 175-218. ISBN 978-80-7308-538-4.
- 2021 Die neolithische Tellsiedlung in Gặlặbnik. Mit einem Beitrag von Elka Christova Anastasova. Mitteilungen der Prähistorischen Kommision 91. Wien (tsz. Aneta Bakamska)
- 2023 Svet prvých roľníkov a budovateľov rondelov. Štúdie o neolitických kultúrach na západnom Slovensku. Nitra – Bratislava